# Puma (Tanzania)
Puma è una circoscrizione mista (mixed ward) della Tanzania situata nel distretto di Ikungi, regione di Singida. Conta una popolazione di 9 945 abitanti (censimento 2012).